# Hoffman (Carolina del Nord)
Hoffman és una població dels Estats Units a l'estat de Carolina del Nord. Segons el cens del 2000 tenia 624 habitants.

## Demografia
Segons el cens del 2000, Hoffman tenia 624 habitants, 219 habitatges i 167 famílies. La densitat de població era de 70 habitants per km².
Dels 219 habitatges en un 41,6% hi vivien nens de menys de 18 anys, en un 47% hi vivien parelles casades, en un 21,5% dones solteres, i en un 23,7% no eren unitats familiars. En el 18,7% dels habitatges hi vivien persones soles el 7,3% de les quals corresponia a persones de 65 anys o més que vivien soles. El nombre mitjà de persones vivint en cada habitatge era de 2,82 i el nombre mitjà de persones que vivien en cada família era de 3,14.
Per edats la població es repartia de la següent manera: un 33% tenia menys de 18 anys, un 7,4% entre 18 i 24, un 32,9% entre 25 i 44, un 17,8% de 45 a 60 i un 9% 65 anys o més.
L'edat mediana era de 31 anys. Per cada 100 dones de 18 o més anys hi havia 94,4 homes.
La renda mediana per habitatge era de 32.279 $ i la renda mediana per família de 34.688 $. Els homes tenien una renda mediana de 25.893 $ mentre que les dones 16.838 $. La renda per capita de la població era de 14.726 $. Entorn del 17,2% de les famílies i el 24,5% de la població estaven per davall del llindar de pobresa.

## Poblacions més properes
El següent diagrama mostra les poblacions més properes.